# Erika Pritchard
Erika Pritchard (19 ottobre 1999) è una pallavolista statunitense, schiacciatrice della Cuneo Granda.

## Carriera

### Club
Cresciuta nei tornei di pallavolo del Maryland con la Middletown HS, approda poi nella lega universitaria NCAA Division I, giocando per la Maryland dal 2017 al 2020 (con quest'ultima annata conclusasi nel 2021 a causa della pandemia di COVID-19 negli Stati Uniti d'America) e per la Penn State nel 2021.
Appena terminata la carriera universitaria, nel gennaio 2022 ottiene il primo ingaggio da professionista nella Ligue A francese, indossando la casacca del Vandœuvre Nancy nella seconda parte dell'annata. Nella stagione 2022-23 si trasferisce nella Lega Nazionale A svizzera per difendere i colori dello Cheseaux, tornando poi in patria per disputare la Pro Volleyball Federation 2024 e 2025 con le Grand Rapids Rise.
Nel campionato 2025-26 è di scena in Italia, dove partecipa alla Serie A1 con la Cuneo Granda.